# 초고속 별
초고속 별(Hypervelocity star, 항성 목록에서 HVS 또는, HV로 표기)은 은하에서 일반적인 분포를 띠는 별에 대한 속도와 상당히 다른 속도로 운동하는 별이다. 이러한 별들은 속도가 아주 크기 때문에 은하의 탈출 속도를 넘어선다.

## 탈출 속도
우리 은하에 있는 평범한 별들의 속도가 대략 100 km/s인 반면, (특히 대부분의 초고속 별이 만들어지는 곳으로 여겨지는 우리 은하 중심 근처에 있는)초고속 별의 속도는 약 1,000 km/s이다.

## 존재 입증
HVS의 존재는 잭 G. 힐스가 1988년에 처음으로 예측하였으며, 워런 브라운, 매거릿 겔러, 스코트 케니언, 마이클 커츠가 2005년에 확인하였다. 2008년 당해에는 10 개의 비속박 HVS가 알려져 있으며, 이들 중 하나는 우리 은하가 아닌 대마젤란 은하에서 기원한 것으로 여겨진다. 우리 은하에서 이들의 기원에 관해서 더욱 상세한 측정이 이루어졌다. 우리 은하 내의 질량 분포에 대한 불확정성으로 인해 HVS의 속박 여부에 대해서 판단하는 것은 어려운 편인데, 고속별으로 알려져 있는 다섯 개의 별이 우리 은하로부터 속박되어 있지 않을 수 있으며 16 개의 HVS가 은하에 속박된 것으로 여겨진다고 한다. 현재 가장 가까운 HVS인 HVS 2는 태양으로부터 약 19 kpc 떨어져 있다.

## 개수
우리 은하에는 약 1000 개의 HVS가 존재할 것으로 추정된다. 우리 은하에 약 1,000억 개의 별이 있다는 것을 감안하면, 이 정도 수치는 아주 극히 일부분(~0.000001%)에 해당한다.

## 기원
HVS는 우리 은하의 중심부에 있는 초대질량 블랙홀에 쌍성이 접근함에 따라 발생한 것으로 추정된다. 짝을 이루는 두 별 중 하나가 블랙홀에 포획되면서 다른 짝별은 고속으로 튕겨나가게 된다. 또한, HVS의 짝별이 블랙홀의 주변을 공전할 수 있기 때문에 "포획"되었다는 것은 반드시 "빨려들어감"을 의미하지 않는다. 그러나 HVS가 충분히 빠른 속도를 얻기 위해서는 쌍성이 극도로 먼 곳에서부터 블랙홀로 거의 직진하여 떨어져야 한다.

## 희귀성
초신성에서 유발된 HVS 또한 희귀할 것으로 추정되긴 하지만 설명 가능하다. 이 시나리오에서 HVS는 근접쌍성계에서 짝별이 초신성 폭발을 겪음으로써 방출된다. 은하 정지 좌표계에서 측정되는 방출 속도는 770 km/s까지로, 만기형 B형 별에서 설명 가능하다. 이 기작으로 은하 원반에서 방출된 HVS의 기원을 설명할 수 있다.

## 평균적인 분광형
발견된 HVS들은 태양의 질량의 수 배 정도 되는 주계열성이다. 상대적으로 작은 질량을 갖는 HVS 또한 예측되기도 하는데, G/K형 왜성 HVS 후보가 발견되어 오기도 하였다.
우리 은하에 있는 HVS가 우리 은하 주변을 공전하는 왜소 은하가 통과하면서 만들어진 것이라고 주장되어 오기도 하였다. 왜소 은하가 우리 은하의 중심부 근처를 접근할 때, 왜소 은하는 중력에 의해 강력한 잡아당김을 받는다. 이러한 잡아당김으로 왜소 은하의 구성 별의 일부가 크게 가속되어 왜소 은하 전반의 파괴로 슬링샷과 같은 가속으로 인해 은하 바깥 공간으로 던져지게 된다.

## 중성자별의 영향
일부 중성자별들이 그와 유사한 속력으로 움직일 것으로 추정된다. 이는 HVS와 HVS의 방출 기작과 상관 있다. 중성자별은 초신성 폭발의 잔해로, 이들의 아주 빠른 속력은 비대칭적인 초신성 폭발이나 초신성 폭발 기간 동안에 근처에 있는 짝별의 유실로 인한 것이다. 중성자별 RX J0822-4300은 2007년 찬드라 엑스선 관측선의 관측으로 1,500 km/s (0.5% c) 이상을 기록하였는데, 앞의 두 기작 중 전자의 기작으로 만들어진 것으로 추정된다.

## 초신성으로 인한 초고속 별
일부 유형의 초신성은 백색왜성이 근처의 짝별과 충돌하거나 짝별 외곽 물질의 소비를 통해 발생하는 것으로 추측된다. 이 시기에 백색왜성과 그 주변의 짝별은 매우 큰 궤도 속도를 지닌다. 초신성 폭발 기간 동안 백색왜성의 막대한 질량 손실로 근처의 짝별이 초당 수 백 킬로미터에 달하는 매우 큰 궤도 속도로 날아가 초고속 별이 된다. 폭발한 백색왜성의 초신성 잔해는 자체의 매우 빠른 궤도 속도로 인해 새로이 빠르게 움직이는 중성자별을 남긴다. 이는 대부분의 HVS와 매우 빠르게 움직이는 중성자별의 기원으로 여겨진다.

## 같이 보기
- 초고속 별 목록
- 항성 운동학